# Presto (album)
| Recensione | Giudizio |
| ---------- | -------- |
| AllMusic   |          |

Presto è il tredicesimo album in studio del gruppo rock Rush, pubblicato il 17 novembre 1989.
L'album fu registrato nel Le Studio di Morin-Heights e al McClear Place a Toronto tra giugno ed agosto del 1989, e mixato al Metropolis di Londra in settembre. L'album fu certificato disco d'oro dalla RIAA l'11 gennaio 1990 e premiato con due Juno Award: nel 1991 nella categoria "Miglior Album Hard Rock/Heavy Metal", e nel 1990 per la miglior copertina. Dall'album sono stati estratti esclusivamente singoli promozionali.

## Descrizione
Presto fu il primo album dei Rush distribuito dalla Atlantic Records, con la quale il gruppo firmò l'accordo nei primi mesi del 1989 dopo che la band decise di non rinnovare il contratto con la Mercury/PolyGram.
Presto avrebbe dovuto essere co-prodotto con Peter Collins, già produttore dei precedenti due album, Power Windows e Hold Your Fire. Però Collins rifiutò l'offerta per motivi personali. Un sostituto fu trovato in Rupert Hine, che avrebbe contribuito a dare un sound più dark ed heavy all'album.
Molti fan accettarono questo cambiamento. Il sintetizzatore è infatti usato in maniera molto più discreta rispetto alle precedenti uscite. Chain Lightning, Scars, Anagram (for Mongo) e Red Tide fanno ancora uso di tastiere, ma altre canzoni come Show Don't Tell e Superconductor hanno un'impronta molto più incentrata sulla chitarra elettrica, Presto su quella acustica. Le linee di basso continuano a seguire il tipico sound Rush; un breve assolo lo si può trovare in Show Don't Tell, mentre The Pass è pesantemente guidata da basso e chitarra. Nell'insieme l'album offre un rock/AOR contaminato dal pop, che presenta anche elementi tipici del funk.
Scars usa un complesso di batteria acustica e elettrica. Questo connubio fu derivato da ritmiche tribali di Neil Peart, sperimentate attraverso un giro in bicicletta per l'Africa (di cui parlò in seguito nel suo primo libro, The Masked Rider). Il tema portante dell'album è l'illusione, l'inganno, la magia.
Secondo Neil Peart per la prima volta, dopo la pubblicazione di A Show of Hands, i Rush si sono presi un periodo di riposo, complice il fatto che non avevano obblighi contrattuali da rispettare, avendo appena firmato per la Atlantic Records. Dopo un periodo di pausa di circa 6 mesi si sono ritrovati e hanno stabilito che avrebbero realizzato un nuovo album. In seguito presso uno studio nelle vicinanze di Toronto è iniziato il processo compositivo dei brani: Neil Peart da una parte a curare i testi, Alex Lifeson e Geddy Lee da un'altra, per scrivere le parti musicali. Tra tutte le attività di un artista, quella compositiva rimane quella preferita dal batterista. Il produttore adatto è stato individuato in Rupert Hine (Peter Collins aveva declinato l'offerta di collaborazione), assistito dal tecnico del suono Stephen Tayler, già in collaborazione tra loro da diversi anni. Entrambi hanno contribuito a rendere le sedute di registrazione le più rilassanti da molti anni. Il realizzare un nuovo disco per i Rush è un viaggio verso l'ignoto, dove nessuno, compresi loro stessi, non sanno a cosa questo itinerario condurrà. I tre si rendono conto che la loro musica è una progressione in continua evoluzione, ma sono consapevoli che la matrice fondamentale per il gruppo rimane la musica rock: più che del disco in senso stretto Peart si sofferma su una riflessione generale sulla musica; essa viene paragonata al gioco carta-forbice-sasso, nella quale ogni elemento deve restare in equilibrio con gli altri, e ognuno può prevalere su un altro. Nella metafora di Peart la pietra diventa la musica rock, la carta la canzone, la forbice l'arrangiamento. Il tentativo in Presto è quello di sviluppare tutti questi aspetti senza che uno ne escluda un altro.
Attualmente All Music valuta Presto come un album di transizione, dove il gruppo tenta di ritrovare l'orientamento con il ritorno a moduli più tradizionali dopo aver concluso un lungo periodo legato all'impiego di sintetizzatori. Il disco non contiene canzoni brutte, ma trasmettono la sensazione di una band un po' arrugginita. Presto è un album che funziona, che sottolinea lo stile tipico del gruppo, ma che denuncia una scarsa ambizione e poco senso del divertimento. Giudizi d'epoca parlano di un album in grado di rivaleggiare con Moving Pictures, grazie alla abile produzione di Hine e alla presenza di qualche buon brano, ma che mostra anche i tipici limiti della band (Rolling Stone). Secondo altre opinioni l'album premia la voglia di osare dei tre e di orientarsi verso tracce più basilari, le canzoni diventano molto accessibili e probabilmente Presto diventa il miglior lavoro dei Rush (Music Express).

## Tracce
Testi di Neil Peart, musiche di Geddy Lee e Alex Lifeson.
1. Show Don't Tell – 5:01
2. Chain Lightning – 4:33
3. The Pass – 4:51
4. War Paint – 5:24
5. Scars – 4:07
6. Presto – 5:45
7. Superconductor – 4:47
8. Anagram (for Mongo) – 4:00
9. Red Tide – 4:29
10. Hand Over Fist – 4:11
11. Available Light – 5:03

## Formazione
Gruppo
- Geddy Lee - basso, sintetizzatore, voce
- Alex Lifeson - chitarra elettrica ed acustica
- Neil Peart - batteria, percussioni

Altri musicisti
- Rupert Hine - tastiere e cori aggiuntivi
- Jason Sniderman - tastiere aggiuntive

## Classifiche
| Classifica (1990) | Posizione massima |
| ----------------- | ----------------- |
| Stati Uniti       | 16                |

## Principali edizioni e formati
Presto è stato pubblicato nel corso degli anni in varie edizioni, ristampe e formati; queste le principali:
- 1989, Anthem Records (solo Canada), formato: LP, MC, CD
- 1989, Atlantic Records, formato: LP, MC, CD
- 2004, Atlantic Records, formato: CD, rimasterizzato
- 2014, Audio Fidelity, formato: SACD, rimasterizzato
- 2015, Atlantic Records, formato: LP (vinile 200 g.), rimasterizzato
- 2013, Atlantic Records, all'interno del cofanetto The Studio Albums 1989-2007, formato: CD, rimasterizzato